# Rekordy krajów europejskich w rzucie oszczepem mężczyzn

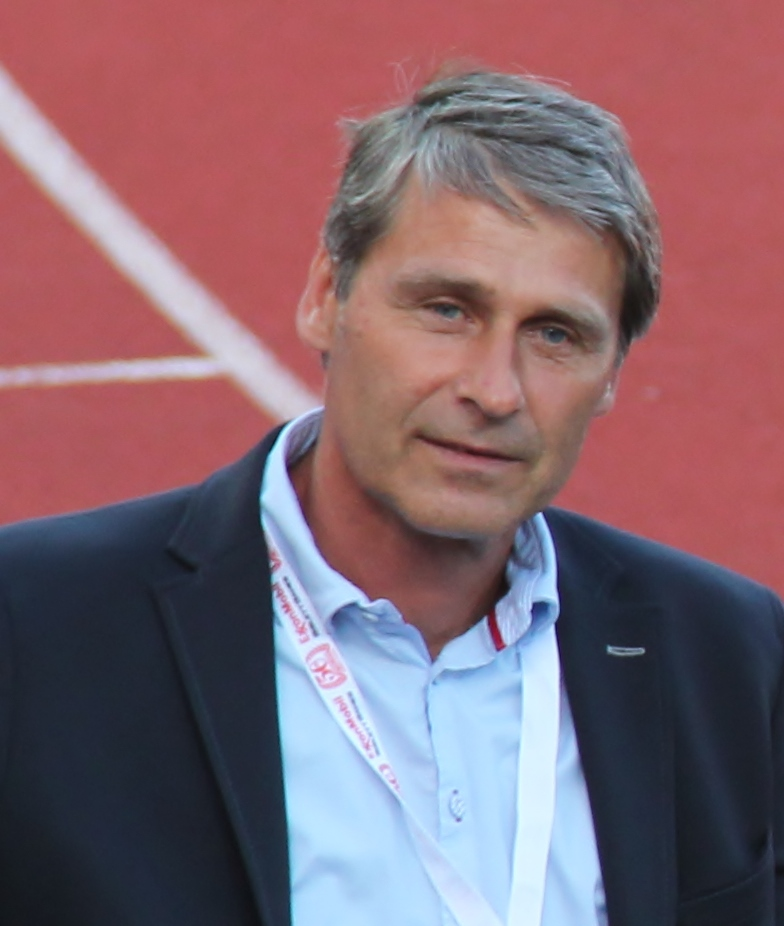
Jan Železný – aktualny rekordzista Czech oraz Słowacji

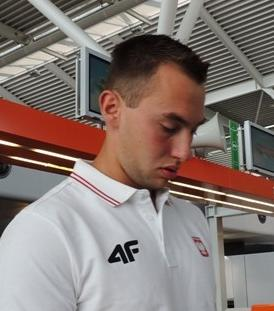
Rekordzista Polski Marcin Krukowski

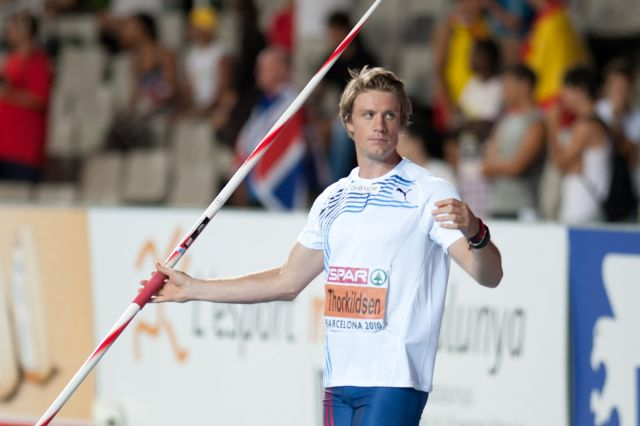
Andreas Thorkildsen – rekordzista Norwegii w rzucie oszczepem – podczas mistrzostw Europy w 2010

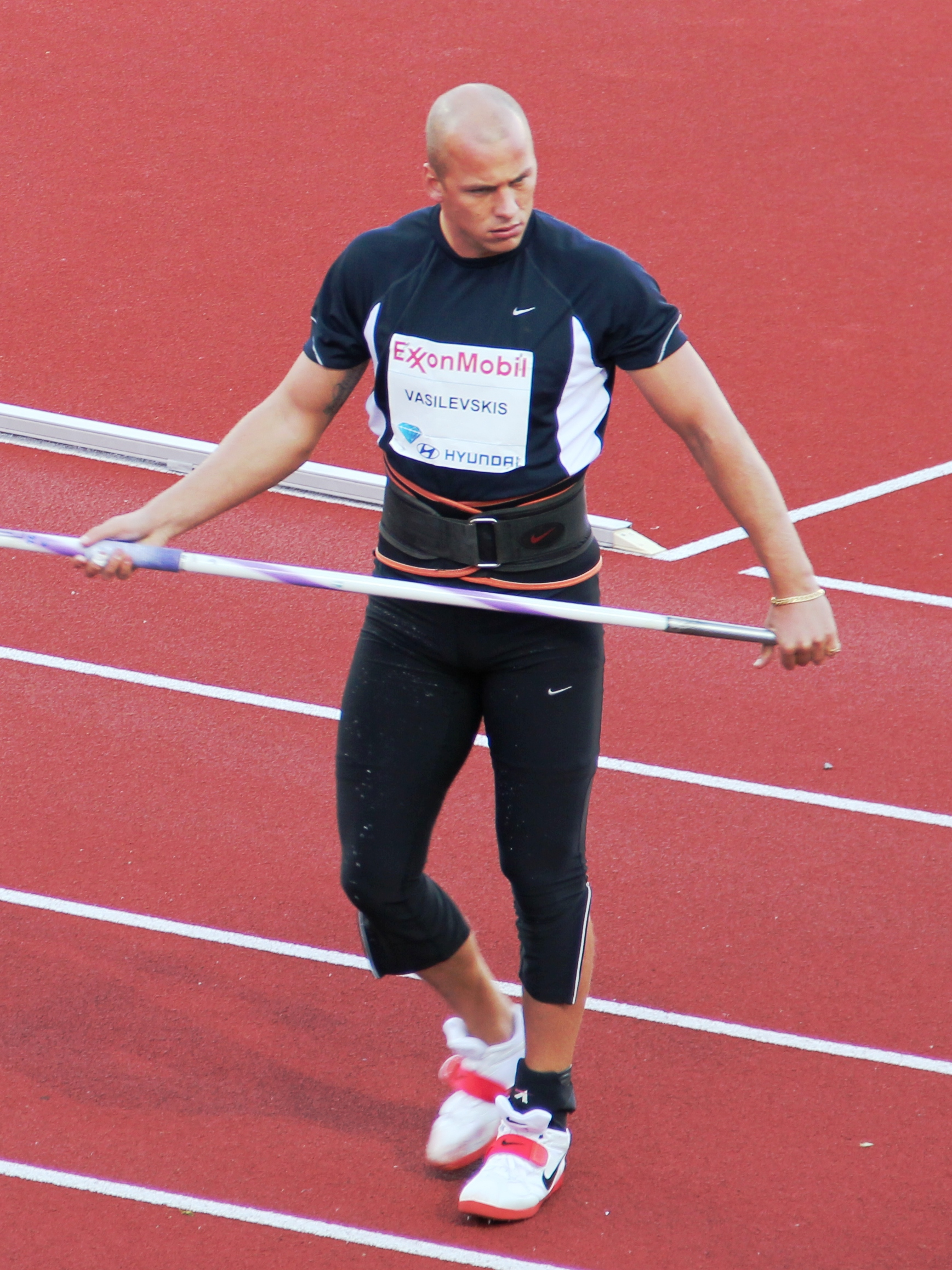
Vadims Vasiļevskis – rekordzista Łotwy

Rekordy krajów europejskich w rzucie oszczepem mężczyzn – najlepsze w historii wyniki osiągnięte w rzucie oszczepem przez zawodników z państw, których narodowe federacje lekkoatletyczne skupione są w European Athletics.
Historia rzutu oszczepem sięga starożytnych igrzysk olimpijskich. Przed II wojną światową w konkurencji tej największe sukcesy odnosili zawodnicy ze Skandynawii, a Matti Järvinen aż dziesięciokrotnie poprawiał rekord świata, doprowadzając go do wyniku 77,23 w roku 1936. European Athletics zrzesza 51 narodowych federacji lekkoatletycznych, z których 50 odnotowało krajowe rekordy w rzucie oszczepem mężczyzn (wyjątkiem jest Gibraltar). Wszystkie krajowe rekordy zostały osiągnięte po 1986 roku, kiedy zmieniono środek ciężkości oszczepu – działanie to było efektem m.in. osiągnięcia reprezentanta NRD Uwe Hohna, który w 1984 jako pierwszy i dotychczas jedyny oszczepnik na świecie pokonał barierę 100 metrów uzyskując wynik 104,80. Aktualny rekord Czech – 98,48 – ustanowiony w 1996 roku przez Jana Železnego jest także rekordem Europy oraz świata. Rzut oszczepem należy do konkurencji technicznych – mężczyźni używają sprzętu o wadze 800 gramów.

## Rekordy państw istniejących
Stan na 19 maja 2025
| Kraj                 | Wynik | Zawodnik               | Data uzyskania        | Miejsce uzyskania     | Źródła        |
| -------------------- | ----- | ---------------------- | --------------------- | --------------------- | ------------- |
| Albania              | 67,32 | Vladimir Sokoli        | 13 maja 1999(dts)     | Tirana                | [ 9 ]         |
| Andora               | 61,64 | Adrià Perez            | 18 lipca 1998(dts)    | Pampeluna             | [ 10 ]        |
| Armenia              | 79,71 | Melik Dżanojan         | 18 lutego 2012(dts)   | Adler                 | [ 11 ] [ 12 ] |
| Austria              | 84,03 | Gregor Högler          | 17 lipca 1999(dts)    | Kapfenberg            | [ 13 ]        |
| Azerbejdżan          | 61,18 | Orxan Qasımov          | 25 maja 2019(dts)     | Baku                  | [ 14 ]        |
| Belgia               | 87,35 | Timothy Herman         | 13 maja 2023(dts)     | Nairobi               | [ 15 ]        |
| Białoruś             | 87,53 | Alaksiej Katkawiec     | 8 lutego 2022(dts)    | Mińsk                 | [ 16 ]        |
| Bośnia i Hercegowina | 81,63 | Dejan Mileusnić        | 18 czerwca 2016(dts)  | Zenica                | [ 17 ]        |
| Bułgaria             | 83,40 | Mark Sławow            | 20 września 2020(dts) | Kluż-Napoka           | [ 18 ]        |
| Chorwacja            | 82,70 | Ivan Mustapić          | 25 lipca 1992(dts)    | Zagrzeb               | [ 19 ]        |
| Cypr                 | 77,65 | Paraskiewas Badzawalis | 19 maja 2019(dts)     | Nikozja               | [ 20 ]        |
| Czarnogóra           | 73,91 | Amir Papazi            | 17 maja 2025(dts)     | Zagrzeb               | [ 21 ]        |
| Czechy               | 98,48 | Jan Železný            | 25 maja 1996(dts)     | Jena                  | [ 7 ] [ 22 ]  |
| Dania                | 81,22 | Kenneth Pedersen       | 5 sierpnia 1989(dts)  | Kopenhaga             | [ 23 ]        |
| Estonia              | 90,61 | Magnus Kirt            | 22 czerwca 2019(dts)  | Kuortane              | [ 24 ]        |
| Finlandia            | 93,09 | Aki Parviainen         | 26 czerwca 1999(dts)  | Kuortane              | [ 7 ] [ 25 ]  |
| Francja              | 86,11 | Teuraiterai Tupaia     | 17 maja 2024(dts)     | Fontainebleau         | [ 26 ]        |
| Gibraltar            | 43,33 | Benjamin Power         | 8 maja 2022(dts)      | Collegeville          | [ 27 ]        |
| Grecja               | 91,69 | Konstandinos Gatsiudis | 24 czerwca 2000(dts)  | Kuortane              | [ 7 ] [ 28 ]  |
| Gruzja               | 75,48 | Ambrosi Matiaszwili    | 18 lipca 1990(dts)    | Moskwa                | [ 29 ]        |
| Hiszpania            | 84,80 | Odel Jainaga           | 29 maja 2021(dts)     | Chorzów               | [ 30 ]        |
| Holandia             | 80,70 | Thomas van Ophem       | 7 czerwca 2017(dts)   | Castricum             | [ 17 ]        |
| Irlandia             | 82,75 | Terry McHugh           | 5 sierpnia 2000(dts)  | Londyn                | [ 31 ]        |
| Islandia             | 86,80 | Einar Vilhjálmsson     | 29 sierpnia 1992(dts) | Reykjavík             | [ 32 ]        |
| Izrael               | 81,94 | Vadim Bavikin          | 8 czerwca 2004(dts)   | Saragossa             | [ 33 ]        |
| Kosowo               | 56,20 | Edževit Mahmutović     | 10 lipca 2005(dts)    | Mitrowica             | [ 34 ]        |
| Liechtenstein        | 71,68 | René Michlig           | 5 sierpnia 2007(dts)  | Monako                | [ 35 ]        |
| Litwa                | 89,17 | Edis Matusevičius      | 27 lipca 2019(dts)    | Połąga                | [ 36 ]        |
| Luksemburg           | 75,39 | Antoine Wagner         | 17 marca 2013(dts)    | Castellón de la Plana | [ 37 ] [ 38 ] |
| Łotwa                | 90,73 | Vadims Vasiļevskis     | 22 lipca 2007(dts)    | Tallinn               | [ 39 ]        |
| Macedonia Północna   | 76,50 | Dejan Angełowski       | 15 lipca 2002(dts)    | Skopje                | [ 17 ]        |
| Malta                | 66,47 | Bradley Mifsud         | 29 maja 2021(dts)     | Andora                | [ 40 ]        |
| Mołdawia             | 86,66 | Andrian Mardare        | 8 maja 2021(dts)      | Split                 | [ 41 ]        |
| Monako               | 42,48 | Anthony de Sevelinges  | 12 maja 2005(dts)     | Nicea                 | [ 42 ]        |
| Niemcy               | 97,76 | Johannes Vetter        | 6 września 2020(dts)  | Chorzów               | [ 43 ]        |
| Norwegia             | 91,59 | Andreas Thorkildsen    | 2 czerwca 2006(dts)   | Oslo                  | [ 7 ] [ 44 ]  |
| Polska               | 89,55 | Marcin Krukowski       | 8 czerwca 2021(dts)   | Turku                 | [ 45 ]        |
| Portugalia           | 84,78 | Leandro Ramos          | 13 maja 2022(dts)     | Doha                  | [ 46 ]        |
| Rosja                | 92,61 | Siergiej Makarow       | 30 czerwca 2002(dts)  | Sheffield             | [ 7 ] [ 47 ]  |
| Rumunia              | 86,37 | Alexandru Novac        | 5 lipca 2018(dts)     | Nembro                | [ 48 ]        |
| San Marino           | 73,31 | Gabriele Mazza         | 26 czerwca 2004(dts)  | Rzym                  | [ 49 ]        |
| Serbia               | 83,34 | Sejad Krdžalić         | 30 maja 1987(dts)     | Belgrad               | [ 50 ]        |
| Słowacja             | 87,66 | Jan Železný            | 31 maja 1987(dts)     | Nitra                 | [ 51 ]        |
| Słowenia             | 81,13 | Matija Kranjc          | 23 czerwca 2016(dts)  | Brežice               | [ 17 ]        |
| Szwajcaria           | 82,07 | Stefan Müller          | 16 czerwca 2006(dts)  | Berno                 | [ 7 ] [ 52 ]  |
| Szwecja              | 89,10 | Patrik Bodén           | 24 marca 1990(dts)    | Austin                | [ 7 ] [ 53 ]  |
| Turcja               | 85,60 | Fatih Avan             | 20 maja 2012(dts)     | Izmir                 | [ 54 ] [ 55 ] |
| Ukraina              | 86,12 | Ołeksandr Pjatnycia    | 20 maja 2012(dts)     | Kijów                 | [ 56 ] [ 57 ] |
| Węgry                | 84,98 | György Herczeg         | 26 lipca 2023(dts)    | Eisenstadt            | [ 58 ]        |
| Wielka Brytania      | 91,46 | Steve Backley          | 25 stycznia 1992(dts) | Auckland              | [ 7 ] [ 59 ]  |
| Włochy               | 84,60 | Carlo Sonego           | 8 maja 1999(dts)      | Osaka                 | [ 7 ] [ 60 ]  |

## Rekordy państw nieistniejących

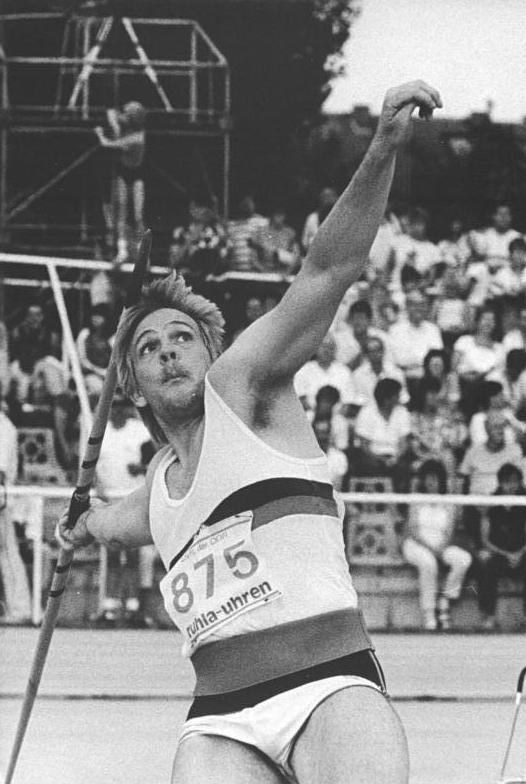
Volker Hadwich był rekordzistą NRD

Poniższa tabela prezentuje rekordy nieistniejących już krajów, których federacje były skupione w European Athletic Association.
| Kraj           | Wynik | Zawodnik         | Data uzyskania       | Miejsce uzyskania | Źródła |
| -------------- | ----- | ---------------- | -------------------- | ----------------- | ------ |
| Czechosłowacja | 89,66 | Jan Železný      | 14 lipca 1990(dts)   | Oslo              | [ 7 ]  |
| Jugosławia     | 83,34 | Sejad Krdžalić   | 30 maja 1987(dts)    | Belgrad           | [ 7 ]  |
| NRD            | 84,84 | Volker Hadwich   | 5 września 1989(dts) | Macerata          | [ 7 ]  |
| ZSRR           | 85,16 | Wiktor Jewsiukow | 21 czerwca 1987(dts) | Karl-Marx-Stadt   | [ 7 ]  |